# Fattiga men vackra
Fattiga men vackra (italienska: Poveri ma belli) är en italiensk romantisk komedi från 1957 i regi av Dino Risi.

## Rollista i urval
- Marisa Allasio - Giovanna
- Maurizio Arena - Romolo
- Renato Salvatori - Salvatore
- Lorella De Luca - Marisa
- Alessandra Panaro - Anna Maria
- Mario Carotenuto - farbror Mario
- Virgilio Riento - Giovannas far
- Ettore Manni - Ugo
- Rossella Como - Ugos flickvän